# حركة النضال الاشتراكي
حركة نضال اشتراكي (بالعبرية: תנועת מאבק סוציאליסטי) هي حركة سياسية يهودية-عربية في إسرائيل تناضل من أجل مجتمع اشتراكي ديمقراطي متحرر من أهوال الاحتلال والقمع والحروب والفقر والاستغلال وتدمير البيئة.
تشارك حركة نضال اشتراكي في النضال ضد الاحتلال والمستوطنات والحصار على غزة وضد جدار الفصل والقمع القومي ضد الفلسطينيين، وضد الاعتداءات التي يمارسها النظام الرأسمالي الإسرائيلي على دول المنطقة، ومن أجل سلام وأمن حقيقيين ومتساويين. إنها تسعى هذه الحركة إلى تشجيع النضال الموحد للعمال والشباب العرب الفلسطينيين واليهود الإسرائيليين من أجل حل النزاع الفلسطيني-الإسرائيلي والمشاكل الاجتماعية الملحة ومن اجل التغيير الثوري للمجتمع.
إن النضال ضد الرأسمالية نضال دولي، ولذلك فإن حركة النضال الاشتراكي هي جزء من منظمة اللجنة لأممية العمال (CWI)، وهي منظمة اشتراكية دولية تضم تحت رايتها أحزاب ومنظمات اشتراكية في الشرق الأوسط وآسيا وأفريقيا وأوروبا والأمريكيتين.

## وصلات خارجية
- اللجنة لأممية العمال
- حركة النضال الاشتراكي